# 堀田正直
堀田 正直（ほった まさなお）は、江戸時代中期の出羽国山形藩の世嗣。通称は内記。官位は従五位下・播磨守。

## 略歴
近江国宮川藩主・堀田正休の五男として誕生。母は板倉重郷の娘。幼名は林之助。
分家筋である山形藩主・堀田正虎の養子となる。宝永6年（1709年）、徳川家宣に拝謁し叙任するも、家督相続前の享保2年（1717年）に早世した。戒名は頓與眞圓正明院。墓所は東京都台東区浅草金蔵寺。
代わって長男・正春が嫡子となった。